# Lejeunea kodamae
Lejeunea kodamae là một loài Rêu trong họ Lejeuneaceae. Loài này được Ikegami, Y. & Inoue mô tả khoa học đầu tiên năm 1961.